# Anna Bijns
Anna Bijns, née le 5 mars 1493 à Anvers où elle est enterrée le 10 avril 1575, est une femme de lettres brabançonne, écrivant en langue néerlandaise.

## Prolégomènes
Anna Bijns est une des rares femmes à avoir fait partie de la corporation des instituteurs. Les franciscains l'ont incité à publier ses œuvres.  Les chambres de rhétorique, bien que réservées aux hommes, l'apprécient et elle est reconnue par les humanistes. Elle aurait été l'auteur de langue néerlandaise le plus vendu au XVIe siècle.
Ses œuvres se composent de poèmes religieux et moralisateurs et de refrains polémiques contre Luther, qu'elle considère comme un instrument du mal, mais aussi de poèmes d'amour et de diverses satires.
Considérée comme le fer de lance de la Contre-Réforme aux Pays-Bas, elle a été comparée à Philippe de Marnix de Sainte-Aldegonde.
Sa devise était Meer suers dan soets (Plus d'amertume que de douceur).  L'acrostiche sur le nom Bonaventura, qui apparaît dans certains de ses refrains, fait sans doute allusion au frère mineur Bonaventura Vorsel.

## Biographie
Anna, fille aînée du tailleur Jan Bijns Lambertszoon et de Lijsbeth Voochs, resta célibataire toute sa vie,.  Après la mort de son père et le mariage de sa sœur, elle ouvrit une école à Anvers avec son frère Maarten.  Elle enseignera jusqu'à ses quatre-vingts ans.
Ce fut sans doute la famille où elle grandit et à laquelle elle restera liée toute sa vie qui dirigea l'attention d'Anna sur l'art de la parole.  Le père d'Anna remplit ses journées non seulement en travaillant dans son magasin De Cleyne Wolvinne (La Petite Louve) sur la Grand-Place d'Anvers, mais aussi en fréquentant le milieu des rhétoriciens, activité dont témoigne du moins le seul refrain – une forme poétique qui se rapproche de la ballade – que l'on connaisse de lui.  Prit-elle part à des concours au sein même de la chambre de rhétorique ?  À cette époque, les femmes aux Pays-Bas jouaient un rôle dans les milieux d'hommes de lettres, mais souvent anonymement et marginalement.  On a cru qu'elle était la fille de quinze ans, originaire d'Anvers, qui remporta un prix modeste lors d'un festival poétique à Bruxelles en 1512 avec des refrains de louange à la Vierge Marie, mais Anna avait déjà atteint l'âge de dix-neuf en cette année.  Toutefois, il se peut que la source de cette donnée n'offre qu'une estimation approximative de son âge.
Après la naissance d'Anna suivirent celles d'une sœur, Margriete, et d’un frère, Maarten.  En 1517, un an après la mort de son père, sa sœur se maria.  À cette occasion, Margriete revendiqua sa part de l'héritage, de sorte que la veuve de Jan Bijns fut forcée de vendre à la fois sa maison et le stock du magasin.  Par la suite, le reste de la famille s'établit dans la maison De Patiëncie, dans la rue de l'Empereur, où Maarten ouvrit une modeste école, dans laquelle Anna devint impliquée, et que frère et sœur gérèrent ensemble après la mort de leur mère, survenue en 1530.  Après le mariage de Maarten, en 1536, Anna dut partir et s'installer en face de son ancienne demeure, dans une maison plus petite, Het Roosterken, où elle ouvrit, maintenant âgée de 43 ans, sa propre école privée pour laquelle elle put se faire enregistrer officiellement dans la corporation de Saint-Ambroise, celle des enseignants,.
Jusqu'en 1573, âgée de quatre-vingt ans, elle continua à enseigner le catéchisme, la lecture, l'écriture et l'arithmétique.  En cette année, elle paya le couple Stollaert-Boots pour prendre soin d'elle pendant ses dernières années.  Le 10 avril 1575, elle fut enterrée après un service funèbre des plus modestes qui n'était certainement pas dans l'esprit d'un contrat permettant au couple avare de se procurer de grands avantages grâce à son trépas prématuré.

## Œuvre

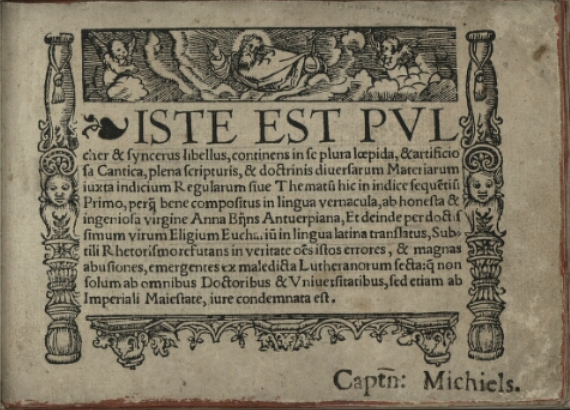
Page de titre de la version latine des Refereinen d'Anna Bijns, 1529.

### Anna Bijns et l'art des rhétoriciens

#### Œuvres imprimées et œuvres conservées en manuscrit
En 1528 fut publiée, à Anvers chez Jacob van Liesvelt, une remarquable collection de refrains intitulée Dit is een schoon ende suuerlick boecxken inhoudende veel scoone constige refereinen […] vander eersame ende ingeniose maecht, Anna Bijns ; la page de titre annonce que l'ouvrage est de doctrine pure (« zuiver in de leer ») et qu'il comprend des textes raffinés et subtils : des refrains artistiques, à la mode dans la littérature de l'époque.  
Cela semble assez surprenant, car les chambres de rhétorique ne permettaient pas aux femmes de s'y affilier, du moins pas officiellement et  bien qu'Anna Bijns pratiquât leurs formes poétiques et maîtrisât l'art de la rhétorique, selon ses contemporains, comme aucun autre ; les cinq fois que le livre cité ci-dessus fut réimprimé, tout au long de la vie de l'auteure (entre autres en 1541, en 1548 et en 1564), en porte incontestablement témoignage.  Grande connaisseuse de l'art de rhétorique, elle maîtrisait parfaitement refrain, acrostiche et versification, utilisant profusément les rimes riches, les rimes intérieures et les assonances, et maniant avec virtuosité une langue où apparaissent, judicieusement amenés, des néologismes et des dictons populaires.  Chose assez inouïe en littérature en langue vernaculaire : de son ouvrage parut en 1529 à Anvers chez Willem Vorsterman, une traduction latine, par l'ecclésiastique gantois Eligius Eucharius, qui la fit accéder à une renommée européenne.  Qui plus est, quelques poèmes isolés furent traduits en français et en allemand.  D'autres recueils de sa plume, sortis en 1548 chez Marten Nuyts et en 1567 chez Peeter van Keerberghe, connurent aussi des réimpressions, mais chez d'autres éditeurs.  Tout cela fait croire qu'il était justifié de l'avoir annoncé, en 1528, comme une vierge intelligente (« ingeniose maecht »), dotée d'un talent que le Saint-Esprit lui avait insufflé, apparemment sans égard au sexe.
Anna commence son livre par une dédicace versifiée, par laquelle elle traite le lecteur d'égal à égal : « Artificiael geesten, die na conste haect » (« Esprits artistiques, assoiffés d'art [à sous-entendre : de l'art littéraire]  »).  Elle conçut ces textes non par vanité mais comme une fille fidèle de l'Église mère.  Elle voulait se préserver de toute critique sur d'éventuelles erreurs dans ses vers par un avertissement : « songez-y, tout ceci est le travail d'une femme » (« peinst, tis al vrouwen werc »).  La science ayant démontré que les femmes disposent de moins de capacités intellectuelles que les hommes, Anna ne se précipitait pas dans le doute à ce sujet.  Il n'y a pas question ici d'une ironie quelconque, peu importe combien elle employa cette arme à d'autres endroits.  Pourtant, cette démonstration d'humilité semble trompeuse, alors que les énoncés au sujet de son génie sur la page de titre ont l'air plus approprié.  Il ne fallait pas être un expert pour être en mesure de déterminer que ses refrains dépassaient tout ce qu’on avait pu entendre et lire dans ce domaine jusque-là.
À l'exception de celles publiées dans trois volumes imprimés, les œuvres de Bijns sont conservées dans des manuscrits : des quinze recueils manuscrits des XVIe et XVIIe siècles, deux volumineux d'un même copiste se trouvent actuellement à la Bibliothèque royale de Belgique et à celle de l'université de Gand.  Il se peut que les œuvres, jamais parues dans aucune édition et constituant le contenu de ces manuscrits, aient été recueillies, entre 1540 et 1550, par le franciscain anversois Engelbertus Vander Donck.  Tout compte fait, cette diffusion par manuscrits témoigne de la grande popularité de ses œuvres auprès des chambres de rhétorique, où de tels manuscrits circulaient comme des pièces de répertoire.  À l'exception de quelques rondeaux, qui comptent parmi ses œuvres les plus précoces, les ouvrages conservés contiennent presque exclusivement des refrains ; en tout, il s'agit de 222 textes individuels, qui comptent chacun au moins 52 vers et parfois jusqu'à plusieurs centaines.  Cette forme poétique, modelée sur la ballade, est particulièrement apte à provoquer et à persuader.
Non appuyé par d'autres historiens de la littérature, Jozef van Mierlo lui attribue, à part les refrains publiés par Jan van Doesborch en 1528 ou en 1529, aussi la plupart des romans en prose publiés à Anvers entre 1516 et 1524, et, en particulier, le jeu de miracle Mariken van Nieumeghen.

#### Refrains polémiques et comiques
Avec une maîtrise sans précédent de la forme et avec de la virtuosité linguistique, Bijns savait élever le refrain au niveau d'un porte-parole, au timbre naturel, de la plus vive indignation et du sentiment le plus profond.  La première collection de 1528 consiste presque entièrement en violentes attaques contre une hérésie protestante qu'elle associait, invariablement, à la figure de Martin Luther : acerbement et n'apportant guère des arguments par manque de bagage intellectuel, elle se moque des luthériens qu'elle tient responsables de toutes les misères sur la terre.  Plus féconde d'imagination que d'érudition sûre, très indirectement avertie des auteurs classiques et de l'histoire, Anna Bijns en reste, dans sa connaissance de la Bible, imposante, ne fût-ce qu'au niveau du catéchisme pour enfants.  Elle se bornait à répéter la doctrine traditionnelle de l'Église mère dans un langage imitant celui de la rue, mais forcé d'entrer dans le carcan du nouvel art littéraire.
Ainsi Bijns réduisait les convictions protestantes à l'état d'un populisme arrogant élaboré par des laïcs insolents pensant pouvoir prendre en charge leur propre salut : « De nos jours, l'Écriture est lue dans la taverne ; / Dans une main l'Évangile, dans l'autre la cruche » (« Schrifture wordt nu in de taveerne gelezen, / In d'een hand d'evangelie, in d'ander den pot »).  Même les femmes estiment qu'elles sont capables d'enseigner l'Évangile aux sages : quelles « insensées en état d'ivresse » (« bezopen zottinnen »), s'écrie-t-elle !  Toujours selon l'auteure, ils mèneraient le monde à un nouveau déluge, car : « Le peuple, dans sa colère, produit plus de fumier que le porc dans la porcherie » (« 't Volk mest in zijn kwaadheid als 't verken in 't kot »).  Ce ton est quelque peu tempéré dans le deuxième recueil pour faire place à la morale, l'introspection et la méditation.  Dans le troisième recueil, l'esprit de combat est complètement absent et la résignation et la louange du Créateur et de la Sainte Famille dominent.

#### Refrains intimes
Très différents sont les refrains de Bijns traitant de l'amour mondain, du mariage et de la famille que l'on ne trouve que dans les manuscrits, car jamais publiés de son vivant.  Ceux-ci sont, à la fois, sérieux et sarcastiques.  Aussi vigoureuse que moqueuse, Anna met en question chaque aspect de l'amour terrestre : les amoureux sont infidèles, le mariage conduit directement à l'esclavage et, disloquant l'ordre naturel de la famille, produit des femmes viriles et des héros pantouflards.  En cela, Bijns se distingue à peine par un trait personnel, car elle ne crée que sa propre variation sur un thème littéraire quasi obligatoire au sein des cercles de rhétoriciens.  Pourtant, le choix de ce thème est, en effet, significatif.  Sa vie personnelle fut affectée par les mariages de sa sœur et de son frère.  Restée célibataire, elle s'orientait pourtant vers le monde, de quoi on pourrait conclure qu'elle ne voulait pas exclure l'idée d'un mariage.

### Anna Bijns et les frères mineurs
Beaucoup de littérature produite par l'écrivaine aurait été insufflée par les frères mineurs d'Anvers, dont certains comptaient parmi ses amis intimes.  De plus, ils seraient responsables des contacts établis avec les imprimeurs.  Ce fut surtout le frère Matthias Weijnssen qui l'aurait encouragée et soutenue dans son écriture.  Les frères mineurs se construisirent la réputation d'opposants les plus fervents de la Réforme en menant une guerre de propagande, entre autres par le moyen de la littérature en langue vernaculaire, qui pouvait toucher le plus grand nombre possible de lecteurs.  Compte tenu de l'origine des deux recueils manuscrits, le travail de Bijns servit leurs intentions sans doute dès le départ.  Les thèmes s'accordent à leurs ambitions.  Avec véhémence et dans un langage percutant, elle condamne tout ce qui n'est pas vrai.  Afin de combattre la tant redoutée mélancolie, qui peut conduire jusqu'au suicide, dans ses refrains comiques et parfois scabreux, comprenant des dizaines de noms pour l'anus ainsi qu'un concours de pets parmi les béguines, sans atteindre le niveau des disputes théologiques spéculatives, elle s'en prend aux mariages hypocrites et adultères, aux amitiés infidèles, aux rhétoriciens qui vendent leur art, aux ecclésiastiques vivant dans l'amoralité, au laxisme dans l'éducation des enfants, et, par-dessus tout, à l'hérésie personnifiée - pour elle - par Luther, qu'elle considère comme un instrument du diable, Calvin n’étant mentionné que deux fois dans son œuvre.
Il est peu étonnant que le refrain le plus célèbre de Bijns traite la question de savoir quel Maarten est celui que l'on peut qualifier de « le plus désirable » : Maarten (Martin) Luther ou Maarten van Rossem ?  Elle avait trouvé son inspiration dans l'attaque sur Anvers, menée par le chef de guerre gueldrois en 1542, mais déjouée.  Elle se servit de ces événements violents pour vitupérer de nouveau contre Luther, dont elle voyait les actes comme bien plus pernicieux : si Van Rossem tourmente le corps, Luther jette l'âme dans l'abîme, et on aurait presque préféré de se faire assassiner par le baron voleur, afin d'obtenir un passeport pour le ciel, plutôt que d’être conduit à la damnation éternelle en enfer pour avoir vendu son âme à Luther, raison pour laquelle Van Rossem représenterait le moindre de deux maux.

## Notoriété

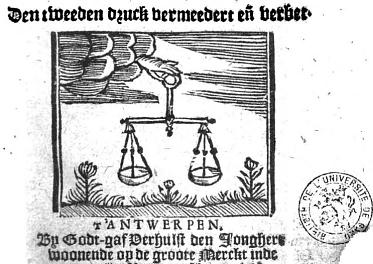
Détail de la page de titre des Konstighe refereynen d'Anna Bijns, réimprimés en 1668 par Godt-gaf Verhulst à Anvers

Anna Bijns est le premier dans la littérature néerlandaise à devoir son succès surtout à l'imprimerie.  Son talent est pleinement reconnu et utilisé, voire exploité.  Qu'elle n'était pas en mesure, en tant que femme, de pratiquer l'art littéraire, dans lequel elle était passée maître, dans le cadre plus ou moins institutionnalisé des chambres de rhétorique, n'empêchait pas ses contemporains d'admettre qu'elle évinçait tous ses collègues masculins.
Encore en 1668 sortit des presses de Godt-gaf Verhulst le Jeune une nouvelle édition, réunissant les trois recueils imprimés au XVIe siècle mais, par la suite, les ouvrages de l'auteure sombrèrent dans l'oubli, Bijns ne fut redécouverte qu'à la fin du XIXe siècle : en 1875 parut la première édition moderne des œuvres publiées pendant sa vie.  Son catholicisme orthodoxe empêchait l'acceptation par un milieu plus large.  Ce n'est qu'à l'époque moderne, après la Seconde Guerre mondiale, qu'elle se fit apprécier comme une écrivaine majeure de la littérature néerlandaise.
Bien qu'elle soit longtemps considérée comme une vieille demoiselle aigrie ayant raté sa vie sentimentale, les écrivains féministes l'ont réhabilitée depuis 1970 environ.  En outre, on donna son nom à une fondation ainsi qu'à un prix destiné à promouvoir la voix féminine dans les lettres néerlandaises.  Depuis 1996, la salle de lecture du Parlement flamand à Bruxelles porte son nom.

## Ressources

### Œuvres
- Refrains, trois recueils de poèmes publiés en 1528, en 1548 et en 1567.

### Sources et bibliographie
- (nl) GOOSSENS, Martine, et Marnix VAN ESBROECK.  Het Vlaams Parlement, Tielt, Éd. Lannoo, 1996, p. 88.
- (nl) MAK, Jacobus Johannes, et Dirk COIGNEAU.  « Bijns, Anna », De Nederlandse en Vlaamse auteurs van middeleeuwen tot heden met inbegrip van de Friese auteurs (réd. Gerrit Jan VAN BORK et Pieter Jozias VERKRUIJSSE), Weesp, De Haan, 1985, p. 125-126.
- (nl) PLEIJ, Herman.  « Bijns, Anna », Digitaal Vrouwenlexicon van Nederland (Lexique numérique des femmes des Pays-Bas, [En ligne], 18 mai 2010, [www.historici.nl].
- (fr) POLET, Jean-Claude.  « Anna Bijns », Patrimoine littéraire européen : établissement des genres et retour du tragique, 1515-1616, Bruxelles, De Boeck Supérieur, 1995, p. 493-498.
- (nl) Lode Roose, Anna Bijns. Een Rederijkster uit de Hervormingstijd, Gand, Koninklijke Vlaamse Academie voor Taal- en Letterkunde, coll. « Bekroonde Werken n°93 », 1963, 377 p. (lire en ligne).
- (nl) Lode Roose, Nationaal Biografisch Woordenboek (sous la direction de Jean Duverger), Bruxelles, Koninklijke Vlaamse Academiën van België, 1964 (lire en ligne), « Anna Bijns », p. 195-204.